# Mare aux Hippopotames
Das Naturschutzgebiet Mare aux Hippopotames (deutsch „Nilpferdteich“) wurde 1937 als Forêt Classée gegründet. Es liegt im Westen Burkina Fasos, ca. 80 km nördlich von Bobo-Dioulasso nahe der Ortschaft Bala. Das Schutzgebiet erlangte 1986 den Status eines UNESCO-Biosphärenreservats und gehört seit dem 27. Juni 1990 zu den international bedeutenden Feuchtgebieten der Ramsar-Konvention.

## Geographie
Das ausgewiesene Ramsar-Gebiet und Biosphärenreservat hat eine Fläche von 19.200 ha und wird im Westen und Nordwesten von dem Fluss Schwarze Volta (auch Mouhoun genannt) begrenzt. Die Kernzone umfasst 6518 ha, die Pufferzone 9836 ha und die Übergangszone 2846 ha. Der zentrale See hat während der Regenzeit eine Fläche von etwa 660 ha bei einer Länge von rund 2600 m und Breite von 700 m. Um den See findet sich Galeriewald und eine große Fläche Savannenwald. Das Jahr teilt sich in der Region in eine acht Monate andauernde Trocken- und viermonatige Regenzeit. Der jährliche Gesamtniederschlag liegt bei 1014 mm.
Um das Schutzgebiet befinden sich 10 Dörfer mit insgesamt rund 40.000 Einwohnern (Stand 2006). Die Bevölkerung gehört hauptsächlich zum Volk der Bobo. Es wird viel Landwirtschaft betrieben, deren Ausweitung auch eine Bedrohung für das Schutzgebiet darstellt. Hauptanbauprodukte sind Baumwolle und Mais. Die Viehhaltung konzentriert sich auf Rinder, Schafe und Ziegen. Zudem gibt es sowohl traditionell als auch modern arbeitende Imker und die Schwarze Volta und das Mare aux Hippopotames werden zum Fischen genutzt.

## Flora und Fauna

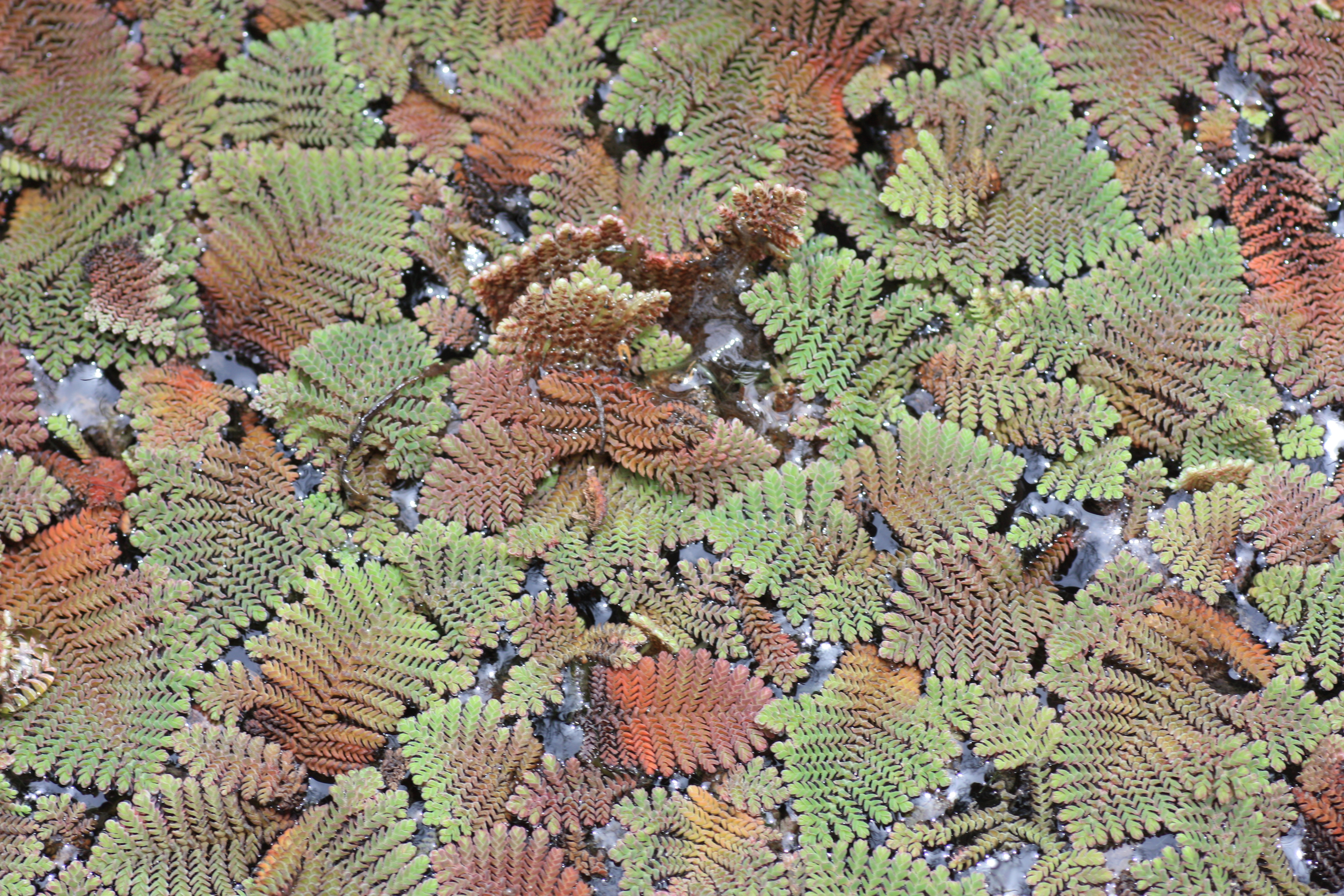
Algenfarne Azolla africana im Feuchtgebiet

### Flora
Innerhalb des Ramsar-Gebiets finden sich 270 Pflanzenarten aus 198 verschiedenen Gattungen und 70 Familien. Zu den vorkommenden, für den Naturschutz bedeutenden Baumarten zählen das gefährdete Mahagonigewächs Khaya senegalensis, der gefährdete Karitébaum, die Kolabaumart Cola cordifolia, die Mimosengewächse Parkia biglobosa und Prosopis africana sowie die Schmetterlingsblütlerart Pericopsis laxiflora.

### Fauna
Zu den im Feuchtgebiet vorkommenden Säugetieren zählen Flusspferde und Afrikanische Elefanten. Beide Arten werden von der IUCN als gefährdet bzw. stark gefährdet eingestuft. Die Flusspferdpopulation teilt sich in drei Familiengruppen. Darüber hinaus finden sich im Schutzgebiet Kuhantilopen, Rotflankenducker, Warzenschweine, Primaten wie der Husarenaffe und Raubtiere.
Die Fischfauna umfasst über 40 Arten. Darunter sind in Fließgewässern vorkommende der Schwanzfleck-Buschfisch (Ctenopoma kingsleya), der Rote Buntbarsch, der Fünfflecken-Buntbarsch, Oreochromis niloticus, Günthers Prachtbarsch, die Arten Brycinus macrolepidotus, Brycinus nurse und Micralestes acutidens der Afrikanischen Salmler sowie die Karpfenfische Enteromius ablabes, Enteromius leonensis, Labeo coubie und Labeo senegalensis. Nur auf den See beschränkt sind die Raubwelsart Clarias angularis, die Fiederbartwelsart Synodontis membranaceus und die Nilhechtart Mormyrus hasselquistii. Weitere vorkommende Fischarten sind der Großnilhecht, Distichodus rostratus und Synodontis clarias.
BirdLife International identifiziert zudem eine Fläche von 19.200 ha des Feuchtgebiets als Important Bird Area („wichtiges Vogelgebiet“). Es wurden über 240 Arten beobachtet, darunter hauptsächlich Reiher. Zu den anderswo in Burkina Faso seltenen Arten zählen der Narinatrogon und das Zwergblatthühnchen (Microparra capensis). Weitere vorkommende Arten sind die Witwenpfeifgans, das Blaustirn-Blatthühnchen, der Grünstirnspint, der Senegalpapagei, der Weißaugen-Drosselhäherling (Turdoides reinwardtii), der Weißscheitelrötel (Cossypha albicapillus), die Braunbürzelammer (Emberiza affinis) und der Schildturako.